# Olivia María Delgado Oval
Olivia María Delgado Oval est une femme politique espagnole membre du Parti socialiste ouvrier espagnol.

## Biographie

### Profession
Elle est titulaire d'une licence en mathématiques obtenue à l'université de La Laguna et d'un master en ingénierie informatique appliquée aux systèmes et technologies de l'information. Elle est professeur de mathématiques et d'informatique.

### Activités politiques
Elle est maire d'Arico de juin 2011 à avril 2012 puis de nouveau à partir de 2019.
Le 20 décembre 2015, elle est élue sénatrice pour Tenerife au Sénat et réélue en 2016 et 2019.